# Noordelijke kuifcaracara
De noordelijke kuifcaracara (Caracara plancus cheriway) is een roofvogel uit de familie van de Falconidae (valkachtigen). De zuidelijke kuifcaracara (Caracara plancus plancus) werd in 1777 door John Frederick Miller geldig beschreven en afgebeeld als aparte soort Falco plancus. De zuidelijke kuifcaracara staat op de IOC World Bird List als ondersoort van de kuifcaracara. De noordelijke kuifcaracara werd in 1784 door Nikolaus Joseph von Jacquin geldig beschreven als aparte soort Falco Cheriway. De noordelijke kuifcaracara wordt nog vaak als aparte soort beschouwd, maar staat op de IOC World Bird List als ondersoort van de kuifcaracara (C. plancus).

## Uiterlijke kenmerken
De noordelijke kuifcaracara heeft een lengte van 49 tot 58 cm met een spanwijdte van 107 tot 130 cm. Een volwassen vogel weegt 1050 tot 1300 gram. Het is een relatief grote roofvogel met een overwegend zwart en wit verenkleed. Volwassen exemplaren hebben een witte keel en nek en een grijze snavel met een opvallende, gele basis. De poten zijn stevig gebouwd en geel/oranje van kleur.  In tegenstelling tot de volwassen vogels, hebben jonge exemplaren een grijze snavel met een paars/roze basis in plaats van een gele basis. In de loop der tijd gaat deze paarse kleur over naar geel. Ook hebben de jonge vogels een bruine nek, in tegenstelling tot de volwassen vogels die een witte nek hebben.

## Verspreiding en leefgebied
De noordelijke kuifcaracara komt voor van de zuidelijke Verenigde Staten (in Texas, Florida en Arizona) tot in landen en gebieden in noordelijk Zuid-Amerika. Dit betreft Aruba, Belize, Bonaire, Brazilië, Colombia, Costa Rica, Cuba, Curaçao, Ecuador, El Salvador, Frans Guyana, Guatemala, Guyana, Honduras, Mexicoen Nicaragua, Panama, Peru, Suriname, op de bovenwindse eilanden Trinidad en Tobago en ook in Venezuela. De soort komt het meest voor in de buurt van veeboerderijen met verdeelde bomen en kleine bossen, mits er niet te veel mensen aanwezig zijn. Het typerende leefgebied voor deze soort zijn open, laaggelegen vlaktes. Ze komen ook voor in andere soorten landbouwgebieden, prairies, kustwouden (inclusief mangrovebossen), kokosnootplantaties, en open vlaktes.

## Voedsel
Caracara's zijn opportunisten. Het zijn zowel aaseters als efficiënte jagers. Caracara's kunnen een dood dier van veraf opmerken en zwermen dan samen met gieren eropaf. Als de noordelijke kuifcaracara zelf op jacht gaat, staan er meestal knaagdieren, jonge vogels, kleine schildpadden en kleine hagedissen, kikkers, eieren, wormen en insecten op het menu. Caracara's staan er om bekend om vaak voedsel van andere roofvogels, zoals gieren, lepelaars, buizerds, pelikanen en ibissen, te stelen. Dit doen ze op een zeer agressieve manier. Een noordelijke kuifcaracara kan makkelijk een gier aan, mits de gier alleen is. In tegenstelling tot hun meeste soortgenoten uit de roofvogel familie jagen ze niet vanuit de lucht. Het is ook kenmerkend voor caraca's dat ze op land rennend achter hun prooi aan jagen. 

## Voortplanting
Caracara's leven het grootste deel van hun leven solitair. Sommige leven in paren of in kleine familiegroepjes die uit ongeveer 3 tot 5 leden ervan bestaan. Het paarseizoen duurt van december tot mei. In het tropische gebied begint het paarseizoen eerder. Caracara's bouwen grote, zeer stevige nesten van gras, takken, hooi en met uitwerpselen van andere dieren. De nesten zijn 60 tot 100 cm breed en 15 tot 40 cm diep. Het vrouwtje legt gewoonlijk 2 tot 3 roze-bruine, donker gevlekte eieren. De eieren worden 28 tot 32 dagen bebroed door het vrouwtje.